# محمود ترابی‌نژاد
محمود ترابی‌نژاد استاد ایرانی دندانپزشکی متخصص اندودنتیکس، مدیر برنامه آموزش تخصصی اندودنتیکس در دانشکده دندانپزشکی لوما لیندای کالیفرنیا، و مولف کتاب مرجع اصول اندودنتیکس است. [۱]

## سنین جوانی و تحصیل
ترابی نژاد در کاشان، ایران متولد شد. او از دانشکده دندانپزشکی دانشگاه تهران در سال ۱۹۷۱ فارغ‌التحصیل شد، و در درمان ریشه در دانشگاه ایلینوی آموزش دید.

## حرفه
دکتر ترابی نژاد یک دندانپزشک بالینی و یک محقق در دانشگاه لوما لیندا است. علاوه بر این، او با مرکز توسعه تحقیقات بالینی محمود ترابی نژاد در شهر اصفهان همکاری دارد. [۲]
توسعه MTA در تعمیر سوراخ ریشه، [۳] و ایجاد یک سد مصنوعی در مواردی که پر کردن کانال ریشه طبیعی ممکن نیست از ابداعات علمی اوست. [۴] [۵]
ترابی نژاد نویسنده بسیاری از مقالات پراستناد در زمینه درمان ریشه است. در یک بررسی در سال ۲۰۱۱ از مقالات مورد استناد در درمان ریشه، دکتر ترابی نژاد نویسنده ۱۲ مقاله از ۱۰۰ مقاله تراز اول بود. [۶] 
ترابی نژاد همچنین کتاب مرجع اندودنتیکس را با همکاری پروفسور ریچارد والتون و دکتر کاظم آشفته یزدی نوشته است. [۷]